# Płytomierz
Płytomierz – przyrząd astronomiczny, służący do precyzyjnego pomiaru położeń obrazów gwiazd (lub innych obiektów) na kliszach fotograficznych.
Począwszy od drugiej połowy XIX wieku aż po schyłek wieku XX fotografia na szklanych kliszach światłoczułych była jedną z podstawowych technik stosowanych w astronomii. Metody fotograficzne stosowane były m.in. do wyznaczania współrzędnych gwiazd i innych obiektów astronomicznych. Aby wyznaczyć rektascensję i deklinację obiektu, którego obraz został utrwalony na kliszy, należy najpierw dokonać pomiaru jego współrzędnych (x,y) w układzie kliszy, a następnie przetransformować te współrzędne do układu równikowego równonocnego.  
Do precyzyjnego pomiaru klisz używane były przyrządy nazywane płytomierzami.
Pierwsze płytomierze skonstruowano w latach 70. XIX wieku. Miały one z reguły jedną skalę liniową, odczytywaną mikroskopami w jednej współrzędnej, a po obrocie o 90 stopni w drugiej. Na przełomie XIX i XX wieku powstało bardzo wiele odmian płytomierzy, m.in. z pomocniczą siatką pomiarową, umieszczoną w polu widzenia, a nawet „płytomierz paralaktyczny”, którego konstrukcja umożliwiała bezpośredni odczyt rektascensji i deklinacji. 
W latach 30. XX wieku w zakładach Zeissa powstał przyrząd o nazwie „Komess”, który stanowił przełom w stosowanych dotychczas konstrukcjach i był pierwowzorem współcześnie stosowanych płytomierzy. Wózek z kliszą poruszał się w nim swobodnie na powierzchni szklanej płyty. Z wózkiem połączone były dwie listwy, poruszające oprawami ślizgającymi się po szklanych skalach. Dokładność odczytu skal była dodatkowo zwiększona przez zastosowanie spiralnego mikrometru. Pozwalało to mierzyć położenia obiektów na kliszy z dokładnością do 0,001 mm (ziarnistość emulsji fotograficznej ogranicza możliwą do osiągnięcia dokładność pomiaru do podobnej wartości). 
Płytomierze tego typu często w różny sposób automatyzowano, poczynając od rejestracji odczytów metodą głosową na taśmie magnetofonowej, a skończywszy na zastąpieniu wzrokowego odczytu współrzędnych przez odczyt elektroniczny, z zapisem wyników na dysku komputera. 